# 오퍼곡선
오퍼곡선(offer curve)은 경제학, 특히 국제무역 부문에서 대리자가 수입 대상의 각각의 양의 다른 유형의 제품을 수출(오퍼, offer)하는 상품의 일종의 양을 표현한다. 오퍼커브는 잉글랜드의 경제학자 프랜시스 에지워스와 앨프리드 마셜이 국제 무역의 설명을 돕기 위해 처음 기술한 것이다.

## 참고 자료
- Salvatore, Dominick. "International Economics." John Wiley & Sons, Inc, 2001.